# Lista planetelor minore: 46001–47000
| Nume                                            | Denumire provizorie                             | Data descoperirii                               | Locul descoperirii                              | Descoperitor(i)                                 |                                                 |                                                 |                                                 |                                                 |                                                 |                                                 |                                                 |                                                 |                                                 |                                                 |                                                 |                                                 |                                                 |                                                 |                                                 |                                                 |                                                 |                                                 |                                                 |                                                 |                                                 |                                                 |                                                 |                                                 |                                                 |                                                 |                                                 |                                                 |                                                 |                                                 |                                                 |                                                 |                                                 |                                                 |                                                 |                                                 |                                                 |                                                 |                                                 |                                                 |                                                 |                                                 |                                                 |                                                 |                                                 |
| 46001–46100 Lista planetelor minore/46001–46100 | 46001–46100 Lista planetelor minore/46001–46100 | 46001–46100 Lista planetelor minore/46001–46100 | 46001–46100 Lista planetelor minore/46001–46100 | 46001–46100 Lista planetelor minore/46001–46100 | 46101–46200 Lista planetelor minore/46101–46200 | 46101–46200 Lista planetelor minore/46101–46200 | 46101–46200 Lista planetelor minore/46101–46200 | 46101–46200 Lista planetelor minore/46101–46200 | 46101–46200 Lista planetelor minore/46101–46200 | 46201–46300 Lista planetelor minore/46201–46300 | 46201–46300 Lista planetelor minore/46201–46300 | 46201–46300 Lista planetelor minore/46201–46300 | 46201–46300 Lista planetelor minore/46201–46300 | 46201–46300 Lista planetelor minore/46201–46300 | 46301–46400 Lista planetelor minore/46301–46400 | 46301–46400 Lista planetelor minore/46301–46400 | 46301–46400 Lista planetelor minore/46301–46400 | 46301–46400 Lista planetelor minore/46301–46400 | 46301–46400 Lista planetelor minore/46301–46400 | 46401–46500 Lista planetelor minore/46401–46500 | 46401–46500 Lista planetelor minore/46401–46500 | 46401–46500 Lista planetelor minore/46401–46500 | 46401–46500 Lista planetelor minore/46401–46500 | 46401–46500 Lista planetelor minore/46401–46500 | 46501–46600 Lista planetelor minore/46501–46600 | 46501–46600 Lista planetelor minore/46501–46600 | 46501–46600 Lista planetelor minore/46501–46600 | 46501–46600 Lista planetelor minore/46501–46600 | 46501–46600 Lista planetelor minore/46501–46600 | 46601–46700 Lista planetelor minore/46601–46700 | 46601–46700 Lista planetelor minore/46601–46700 | 46601–46700 Lista planetelor minore/46601–46700 | 46601–46700 Lista planetelor minore/46601–46700 | 46601–46700 Lista planetelor minore/46601–46700 | 46701–46800 Lista planetelor minore/46701–46800 | 46701–46800 Lista planetelor minore/46701–46800 | 46701–46800 Lista planetelor minore/46701–46800 | 46701–46800 Lista planetelor minore/46701–46800 | 46701–46800 Lista planetelor minore/46701–46800 | 46801–46900 Lista planetelor minore/46801–46900 | 46801–46900 Lista planetelor minore/46801–46900 | 46801–46900 Lista planetelor minore/46801–46900 | 46801–46900 Lista planetelor minore/46801–46900 | 46801–46900 Lista planetelor minore/46801–46900 | 46901–47000 Lista planetelor minore/46901–47000 | 46901–47000 Lista planetelor minore/46901–47000 | 46901–47000 Lista planetelor minore/46901–47000 | 46901–47000 Lista planetelor minore/46901–47000 | 46901–47000 Lista planetelor minore/46901–47000 |
| ----------------------------------------------- | ----------------------------------------------- | ----------------------------------------------- | ----------------------------------------------- | ----------------------------------------------- | ----------------------------------------------- | ----------------------------------------------- | ----------------------------------------------- | ----------------------------------------------- | ----------------------------------------------- | ----------------------------------------------- | ----------------------------------------------- | ----------------------------------------------- | ----------------------------------------------- | ----------------------------------------------- | ----------------------------------------------- | ----------------------------------------------- | ----------------------------------------------- | ----------------------------------------------- | ----------------------------------------------- | ----------------------------------------------- | ----------------------------------------------- | ----------------------------------------------- | ----------------------------------------------- | ----------------------------------------------- | ----------------------------------------------- | ----------------------------------------------- | ----------------------------------------------- | ----------------------------------------------- | ----------------------------------------------- | ----------------------------------------------- | ----------------------------------------------- | ----------------------------------------------- | ----------------------------------------------- | ----------------------------------------------- | ----------------------------------------------- | ----------------------------------------------- | ----------------------------------------------- | ----------------------------------------------- | ----------------------------------------------- | ----------------------------------------------- | ----------------------------------------------- | ----------------------------------------------- | ----------------------------------------------- | ----------------------------------------------- | ----------------------------------------------- | ----------------------------------------------- | ----------------------------------------------- | ----------------------------------------------- | ----------------------------------------------- |

| Predecesor: 45001–46000 | Lista planetelor minore 46001–47000 Semnificații ale numelor: 46001–47000 | Succesor: 47001–48000 |